# Wave of Mutilation: Best of Pixies
Wave of Mutilation: Best of Pixies es un álbum recopilatorio de la banda de rock alternativo estadounidense Pixies. Se lanzó al mercado el 3 de mayo de 2004 en el Reino Unido y al día siguiente en Estados Unidos, junto a un DVD extra con una actuación en directo, videos promocionales y dos documentales.
El álbum reemplaza en el catálogo de 4AD al recopilatorio de 1997  Death to the Pixies.

## Lista de canciones
Todas las canciones compuestas por Black Francis, excepto "Gigantic" de Mrs. John Murphy/Black Francis, y "Winterlong" de Neil Young.
1. "Bone Machine" – 3:03
2. "Nimrod's Son" – 2:16
3. "The Holiday Song" – 2:15
4. "Caribou" – 3:14
5. "Broken Face" – 1:29
6. "Gigantic" (versión sencillo) – 3:13
7. "Vamos" (versión de Surfer Rosa) – 4:18
8. "Hey" – 3:28
9. Monkey Gone to Heaven" – 2:55
10. "Debaser" – 2:51
11. "Gouge Away" – 2:42
12. "Wave of Mutilation" (versión de Doolittle)– 2:03
13. "Here Comes Your Man" – 3:21
14. "Tame" – 1:56
15. "Where Is My Mind?" – 3:53
16. "Into the White" – 4:39
17. "Velouria" – 3:40
18. "Allison" – 1:17
19. "Dig for Fire" – 3:02
20. "U-Mass" – 3:00
21. "Alec Eiffel" – 2:47
22. "Planet of Sound" – 2:06
23. "Winterlong" – 3:08

## Personal
Pixies
- Black Francis - voz, guitarra
- Kim Deal - bajo, voz
- Dave Lovering - batería
- Joey Santiago - guitarra

Producción
- Steve Albini - Pistas 1, 5, 7, 15
- Gary Smith - Pistas 2, 3, 4, 16, 23
- Gil Norton - Pistas 6, 8-14, 17-22